# Verticordia interioris
Verticordia interioris là một loài thực vật có hoa trong Họ Đào kim nương. Loài này được C.A.Gardner ex A.S.George miêu tả khoa học đầu tiên năm 1991.